# 眼鏡キャラクター

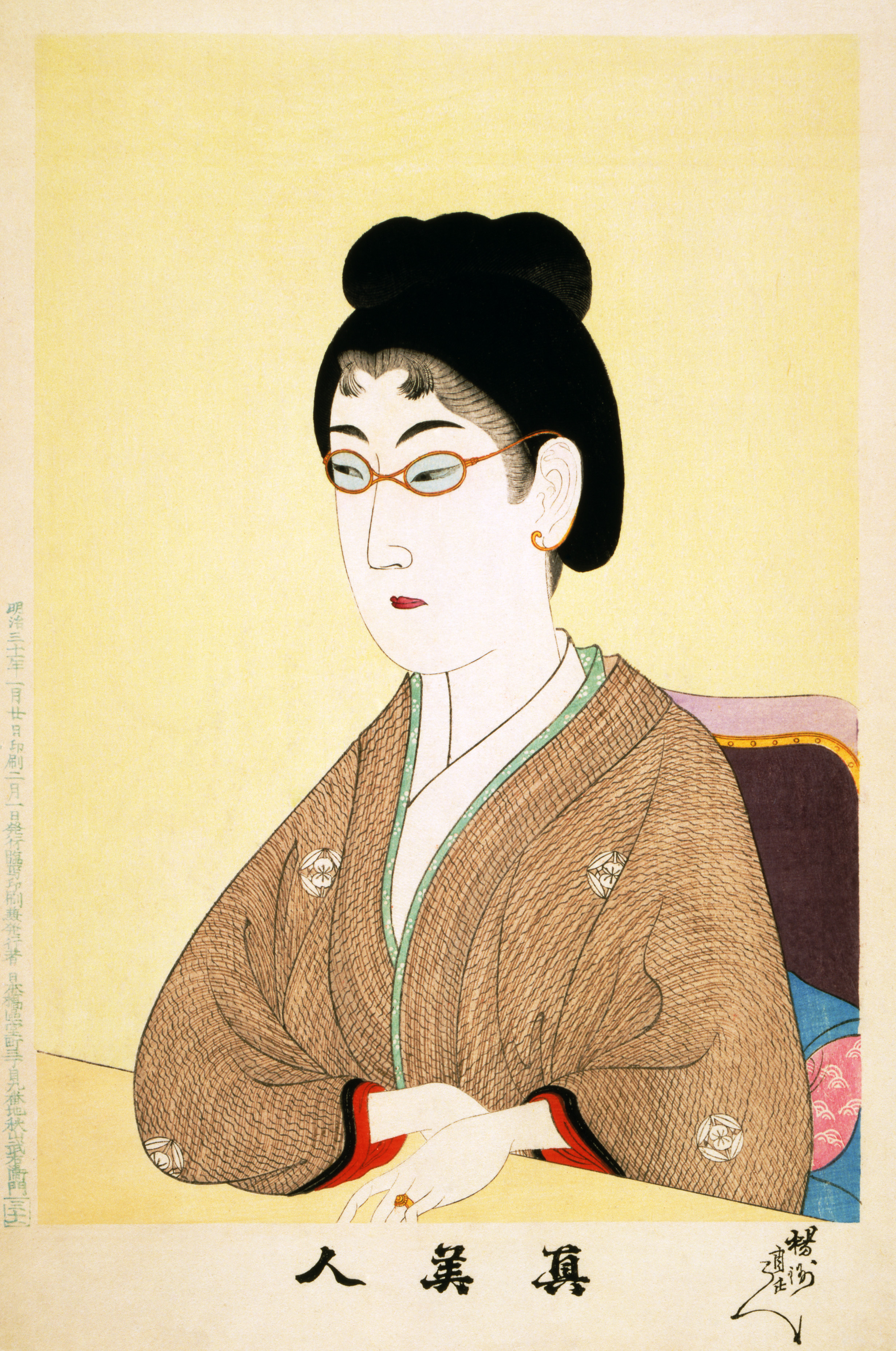
「真美人」　眼鏡をかけた明治時代の女性。明治31年（1898年）、楊洲周延画。

眼鏡キャラクター（めがねキャラクター）は、眼鏡をかけていることが特徴の一つとなっている人物をあらわす言葉。明確に定義された言葉ではないが、眼鏡の有無をキャラクター分類の基準にすることは広く行われている。

## 概要
眼鏡が描かれた最も古い絵画は、トマッソ・デ・モデナが1352年に描いたヒュー・オブ・サン・シェールの肖像画である。ヒューの生前には眼鏡は発明されていないが、死後1世紀も経ってから描かれたこの肖像画では、尊敬のしるしとして眼鏡が描き入れられた。聖者の肖像画に生前存在していなかったはずの眼鏡を描き入れる慣行はその後数世紀にわたって続いた。学識や識字能力の持ち主、あるいは当代の実力者であることの証と考えられていたのであろう。
このように眼鏡は古くから知性の象徴であったが、これを利用すると、ファッションであれば眼鏡を着用することで知性的なイメージをかもし出すことが可能になり、またフィクションの世界では頭のいい登場人物に眼鏡をかけさせることで外見と性格を一致させ、より印象の強いキャラクターを作ることが可能になる。
ただし、最近はファッション性に富む眼鏡が広く知れ渡っているものの、それ以前はレンズが極端に厚い「瓶底眼鏡」（渦巻きを書き込むことでこれをさらに強調する）など、あまり見た目の良くない眼鏡のほうが認知度が高く、眼鏡をかけることをむしろイメージを下げると考える人もいた。その一方で、大正11年の随筆にも、男性が眼鏡をかけることを「伊達漢の洒落と見ゆる」、あるいはロンドンの女性の多くがかけている鼻眼鏡が「却て容色を増して見ゆる事さへある」という記述が見え、昭和3年の書籍によれば、日本では社交界の婦人の間に縁無し眼鏡がひどく流行して、中には度のない素通しのものをかける者もいたと記述されている。
これらは戦後アメリカの映画やテレビドラマおいても同じであり、特にハリウッド映画では眼鏡は知性の象徴でありながら眼鏡の掛けた女性は醜く、眼鏡を取って美しくなったあとに主人公と結ばれるというのが一般的になっていたとSF作家のアイザック・アシモフは述べている。
一方、日本では戦後にメガネっ子が増加して虫歯っ子と共に社会問題となっていったが、そんな中で1970年代の少女漫画では恋愛漫画が増えることで眼鏡を恋愛の障害の一つとした恋愛漫画が登場し、それによって女性の眼鏡に醜いという描写が増加していった。またそれに伴い眼鏡を取って美しくなる「ミスめがねはお年ごろ」（山岸凉子）のような漫画も登場した。
現在では、眼鏡キャラクターに一定のファンがいることが認知されている。多くのフィクションでもこれらのファン（特に異性キャラのファン）を意識したキャラクター（眼鏡っ子など、後述）が存在し、現在では萌えのジャンルの一つに挙げられることもある。
フィクションにおいては、普段は冷静に保っている登場人物が何らかの拍子で眼鏡が外れてどこかに行ってしまうと「メガネメガネ…」と足元を探したり、眼鏡が曇ったり泥がついたりのアクシデントで見えなくなってしまうとそれぞれにおいてパニックになることがあったり、眼鏡がないと壁や電柱に頭をぶつけたり、精神的ショックを受けて眼鏡が割れたりといった現実ではありえないことが古典的に用いられる。漫才においても、落ちた眼鏡を探すのがやすし・きよしの持ちネタであった。ただし、ひとしきり眼鏡を探して見せた後、きよしが「本当は見えてんねやろ」などと突っ込みを入れるのを合図にやすしが迷うことなく眼鏡を拾い上げ、本ネタに戻るものであった。
現実には裸眼視力は、近視の度数に反比例して際限なく下がるのではなく、0.02程度で底を打つ。中度近視でも強度近視でも、裸眼視力には大差がない。0.02程度より裸眼視力が下がるのは近視の他に深刻な眼病を併せ持っている場合であり、その場合は眼鏡をかけても視力の向上は望めない。そのような者は、眼鏡をかけても意味がないとして眼鏡をかけないものである。

## 漫画表現における描写
眼鏡の装着によってキャラクターの外観を大きく変えることなく、個性も表現するための漫画的デフォルメ描写として、目にかかる部分を省略する、あるいは逆ナイロールフレーム（アンダーリム）や鼻眼鏡が用いられることがあり、キャラクターの瞳の印象が見た者に素直に伝わる。そのため、瞳を大きく描く美少女系の絵柄（萌え絵）においてはこの表現が用いられることがしばしばある（また、場合によってはあえて目に重ねたまま省略せずに描かれる場合もある）。また、キャラクターの造形もしくは絵柄（前述の美少女系も含む）によっては普通の眼鏡をかけさせることが困難な（あるいは、かけさせると不格好となる）ため、それを回避するためにこの表現を用いることもある。

## 呼称
女性キャラに対しては「メガネっ娘」「メガネ女子」、男性キャラに対しては「メガネ君」「メガネ男子」という呼び方がある。特に「メガネ男子」は女性が男性眼鏡キャラに使う呼称として有名であり、女性向けに男性眼鏡キャラを特集した本のタイトルにもなっている。
男女共通のものとしては「メガネっ子」があるが、同じ発音である「メガネっ娘」が存在する影響で、男性に対してこの呼称を使う機会は少ない。
「メガネっ子」、「メガネっ娘」の呼称の起源は不明である。少なくとも雑誌では『主婦と生活』の1965年4月号に「毎年ふえるむし歯っ子とメガネっ子」という記事が登場している。また新聞では少なくとも1976年9月6日の読売新聞東京版の記事『学童を仮性近視から守るために!■音楽にあわせて中国式指圧ー静岡』に「眼鏡っ子」が使われている。作品では1980年よりの漫画『Dr.スランプ』の内で主人公の則巻アラレに対してこの呼称が使用されている。

## 鬼畜眼鏡
鬼畜な眼鏡キャラクターは鬼畜眼鏡と呼ばれている。ボーイズラブゲームでは2002年にSprayブランドから発売された『学園ヘヴン BOY'S LOVE SCRAMBLE!』に鬼畜眼鏡キャラの『中嶋英明』が登場している（2006年アニメ化）ほか、2007年には同ブランドより鬼畜眼鏡をテーマとした『鬼畜眼鏡』が登場している。一般ゲームでも2005年に登場した『テイルズ オブ ジ アビス』の仲間キャラに鬼畜眼鏡キャラの『ジェイド・カーティス』が登場している。
一方、鬼畜眼鏡を好むキャラクターには例えば『かつて魔法少女と悪は敵対していた。』（2013年-2015年連載、2024年アニメ化）の『ベラトリックス』が居る。

## 評価
先述のとおり、眼鏡キャラクターには眼鏡をかけることで知的さがアップしているもの、逆にドジ性や野暮ったさ、おたく性を強調させているものが存在する。
眼鏡キャラクターに魅力を感じる理由については、専門家も人によって異なった考察をしており、定見がない。黒石翁（作家・石黒直樹のペンネーム）は、いわゆるドジッ子を除く多くの知性的な女性の眼鏡キャラクターについて、相手に威圧感を与える・相手より優位であることを眼鏡をかけることで暗に示していると指摘している。一方、心理学者の香山リカは、男性の眼鏡キャラクターに女性ファンがいることについて、眼鏡をかける=視力の悪さというハンディキャップを背負っているという感覚が一般的にあることを指摘し、安心感や信頼感が生まれていると考察している。心理学者の内藤誼人は、フィクションの世界では眼鏡をかけたキャラクターが相対的には希少であるために、希少性の高いものに惹かれる人間の心理が眼鏡キャラクターを魅力的に見せているのではないかと考察している。
良いイメージの眼鏡キャラクターの概念が登場したのは決して最近ではない。P・G・ウッドハウスは1930年にまとめた小説家用の眼鏡着用基準ともいうべきもので、眼鏡の種類ごとにそれをかける人物を列挙しているが、当時でいうスペクタルズ、現在でいう一山をかける者の筆頭によき伯父、鼻眼鏡をかける筆頭に善良な教師、単眼鏡をかける筆頭に善良な公爵と、多くの種類で善良な人物を筆頭に挙げていた。鼻眼鏡と単眼鏡については、悪人はたぶんこれをかけないとも述べている。日本でも、記事冒頭に掲げたように眼鏡をかけた女性を真の美人とする浮世絵が描かれている。手塚治虫のスター・システムの最古参である花丸博士は多くの役柄で片眼鏡をかけているが、もっぱら善人を演じた「スター」である。フィクションでは眼鏡をかけている姿を仮の姿とし、眼鏡を外すと元の人物に戻るなどという演出も存在した。スーパーマンは一般人として能力を抑えている間は眼鏡をかけており、映画や漫画では「眼鏡を外すと素顔は美人である」という演出が定番の一つであった。前述のアイザック・アシモフは『アシモフの科学エッセイ』中でこの演出のことを“ハリウッドで使い古されたネタだ” “知性の象徴である眼鏡を捨てることを美化するのは、無学を礼賛する愚劣極まりない行為”と批判している。現在はそのような演出はまれであり、眼鏡をかけているときこそが素顔とする考え方さえ存在する。しかし、眼鏡をかけている人は野暮ったい、というイメージはいまだ多くの人に持たれている。

## 日本国外での事情
日本国外でのフィクションに登場する日本人の多くは眼鏡をかけているとされる。日本人=眼鏡というイメージは古くからあり、ビゴーの風刺画などにも眼鏡をかけた日本人を見ることができる。